# Re-Horakhty
Re-Horakhty (somali: Ra-xuur Waaq o Ra-huur Waaq;  va ser un déu solar egipci nascut del sincretisme del déu Ra amb Horakhty (Horus de l'horitzó), és a dir, "Ra (que és) Horus de l'Horitzó".
És quan Ra es troba a l'horitzó, tant a l'albada com a la posta. La seva representació sol ser un home amb pell de color vermell, dempeus o assegut amb cap de falcó coronat pel disc solar envoltat per un ureu.
A cops es mostra com una figura híbrida de cos humà i cap de marrà amb el disc solar, però també amb cap de lleó o de gat o de falcó i banyes de marrà.